# (4340) Dence
(4340) Dence ist ein Hauptgürtelasteroid, der am 4. Mai 1986 von Carolyn Shoemaker am Palomar-Observatorium entdeckt wurde.
Der Asteroid wurde nach dem Geologen Michael R. Dence benannt.